# 茶袋
茶袋（ちゃぶくろ）は、茶を煎じるため、もしくは茶の葉を入れるために用いる袋。
前者の茶袋は、茶の葉を袋に入れ、急須ではなく茶釜で煮ることで茶を煮出して飲む。静岡県浜名郡の「シバ茶」、富山県東北部の「バタバタ茶」、島根県松江市の「ボテボテ茶」などで用いられており、明治時代初期までは愛知県の奥三河地方でも「桶茶」と呼んでこのように茶を入れていた。
後者の茶袋は本来の用法以外にも、民間風習においても多く用いられており、西日本では結婚式当日の挨拶回りや女性の米寿祝いで近所へ茶袋を配ったり、静岡県伊東市では左義長で吊るしたり、新潟県では「茶袋祭」として左義長で茶袋を焼くといった例が見られる。岡山県岡山市や井原市ではかつて、土葬の際の臭気除けのために遺体に茶袋を添えることもあった。
茶袋がすぐに色づくことを、若い女子がすぐ色気づくことにたとえた「小娘と茶袋」という諺もある。